# Associação Desportiva Guarujá
A Associação Desportiva Guarujá, também conhecida por ADG, é um clube brasileiro de futebol, da cidade de Guarujá, litoral do estado de São Paulo. Foi fundado em 12 de dezembro de 1992 e suas cores são azul e branco, as mesmas da bandeira do município.

## História
Em que pese as equipes da Ilha de Santo Amaro terem feitos importantes no amadorismo do litoral paulista no passado, a Associação Desportiva Guarujá é a primeira equipe profissional a disputar por muitos anos consecutivos os campeonatos regulares da Federação Paulista de Futebol. Como equipe profissional mais nova da cidade, fundada para preencher a lacuna do Esporte Clube Benfica, contou com o apoio da prefeitura para a sua jornada.
Logo após sua fundação, já disputou seu primeiro campeonato profissional, na época, na hoje inexistente Série B-3 (Sexta Divisão) do campeonato Paulista, em 1994. O time iria amargar longos anos entre série B-3 e série B-2 (Quinta Divisão). Contudo, em 1997, teve sua melhor campanha na série B-2, quase conseguindo inédito acesso para a série B-1, ou Quarta Divisão (atual Série B).
Em 2002, com o campeonato disputado por pontos corridos, atingiu a quinta colocação, mais uma vez passando perto do acesso. Três anos mais tarde (sob nova direção), a FPF decidiu eliminar as séries B-1, B-2 e B-3, e transformar tudo em uma série só, a Série B, divulgada pela Federação como Segunda Divisão (na realidade, Quarta Divisão) do Campeonato Paulista, time que naquele ano contava com duas promessas do futebol como Michel e Gabriel dos Santos.
No ano de 2005, a equipe fez boa campanha na primeira fase, chegando muito perto de se classificar para a segunda fase da competição, mas a vaga escapou na ultima rodada. Nada comparado ao ano de 2006, quando a equipe ficou em 12º lugar, entre 82 equipes que disputavam, e disputou a segunda fase com equipes como Penapolense, Oeste Paulista e Campinas Futebol Clube.
A falta de maior apoio financeiro foi superada pelo grande apoio da sua torcida. Por coincidência, no começo de 2006, ano da melhor campanha do clube na Série B, nasceu a sua torcida organizada, a "Gigantes da Ilha". A torcida teve papel importante na ótima campanha do time, que contava com jogadores como Artur,  Daniel Pica-Pau, Tinho, Anderson, Gel e o goleiro China, em ótima fase.
No ano de 2007, a equipe infelizmente não conseguiu repetir a façanha do ano anterior e amargou a 45ª posição do campeonato, em uma campanha terrível, levando uma goleada incrível, por 8 a 1, de um dos seus maiores rivais, o Jabaquara Atlético Clube.
No ano de 2019, a Associação Desportiva Guarujá ficou fora do Campeonato Paulista da série b e tem o futuro incerto na competição.

## Participações na Copa São Paulo
o ADG disputou a Copa SP de juniores por três vezes, as três como clube sede, em 2000, 2001 e 2002. Todas as três campanhas contaram com feitos históricos do time de juniores guarujaense.

### Copa São Paulo do Ano 2000
Entrando como clube sede da competição o ADG caiu em um grupo difícil, com Avaí, Flamengo e São Caetano, que com alguns jogadores daquela equipe viria a ser vice-campeão brasileiro. Nessa campanha histórica o ADG chegou muito perto das finais, venceu São Caetano e Avaí, mas na decisão do grupo acabou perdendo para o Flamengo.

### Copa São Paulo do Ano 2001
ADG entra como clube sede mais uma vez, no grupo desse ano se encontravam Paraná Clube, Santos Futebol Clube e Fluminense Futebol Clube. Nesse ano o ADG não venceu nenhuma partida, arrancou um empate com o Paraná Clube em 1 a 1, perdeu para o Santos por 3 a 1. Cumpriu tabela na última rodada sendo derrotado por 1 a 0 pelo Fluminense.esta taça revelou jogadores como Ceara ex-Santos, Michel ex-Santos, André Luiz ex-Santos Campeão Brasileiro, Pereira atualmente no Coritiba, o atacante David ex-Santos atualmente Flamengo

### Copa São Paulo do Ano 2002
No seu último ano participando da Copa São Paulo, o ADG foi pela última vez clube sede de um grupo da competição, e fez uma de suas melhores campanhas. Uma vitória inesperada sobre o Botafogo por 3x2. O outro jogo foi uma goleada sobre o Mixto de MT por 5 a 0. Na decisão do grupo ADG enfrentou a Portuguesa, que viria a ser campeã com os atacantes Alex Afonso e Rafinha, e acabou sendo goleado por 4 a 0.

### 2012
No inicial de 2012, o ADG já conquistou seu primeiro título do ano, a Copa Guarujá Sub-17, vencendo todos os jogos com a incrível marca de marcar 15 gols e sofrer apenas um, venceu a final no dia 28 de janeiro no Estádio Municipal, vencendo a equipe de Santa Cruz de Tatuí por 3 x 0. E assim sendo campeão guarujaense. Escalação: Técnico Russo; Matheus Jvino; Vitor Ono, Caio Cezar, Fabio Correia, Tauan, Julio Cesar, Vitor Siqueira, Lucas Pereira, Victor Cardoso, Machael Douglas, Luis Gustavo, Bruno Pires, Rafael Pasuch, Carlos Alberto, Renan Goulart, Edivan, Lucas Rosa e Stenio Santos.

## Estatísticas

### Participações
| Aumento | Promovido à divisão superior  |
| Baixa   | Rebaixado à divisão inferior  |
| Inativo | Licenciamento no ano seguinte |

| Competição | Competição         | Temporadas | Melhor campanha     | Anos                                | A | R |
| São Paulo  | Segunda Divisão    | 8          | 10º colocado (2012) | 2005-2008 , 2011-2012 , 2014 e 2018 | – | – |
| São Paulo  | Série B2 (extinta) | 11         | 3º colocado (1997)  | 1994-2004                           | – |   |

### Últimas dez temporadas
Legenda:
| Campeão Vice-campeão Eliminado nas semifinais | Campeão e promovido à divisão superior Vice-campeão e/ou promovido à divisão superior Rebaixado à divisão inferior | Classificado à fase de grupos da Copa Libertadores Classificado à fase preliminar da Copa Libertadores Classificado à Copa Sul-Americana |

## Símbolos

### Escudo
Quando o escudo definitivo da AD Guarujá foi desenhado, a diretoria pediu para que nele fosse incluso a mascote que representaria a equipe: um cavalo-marinho. Todavia, a torcida não aceitou muito bem esta escolha pedindo um animal que fosse mais viril. Pensou-se em na baleia, mas como esta já é utilizada pelo Santos surgiu a ideia do Tubarão. Assim como o Palmeiras e o Corinthians têm duas mascotes que convivem conjuntamente, o Guarujá hoje pode dizer também que tem o coração dividido entre os dois animais. Outro fato curioso sobre o escudo, é que o mesmo tem duas versões. Em uma versão, o cavalo marinho representa a letra D com a sua forma, formando assim ADG e embaixo o nome Guarujá Imagem do Escudo. Em outra versão o cavalo marinho não é considerado como D, ficando assim A, o cavalo marinho e o D, com Guarujá escrito embaixo.Imagem da outra versão do escudo

### Uniforme
O Uniforme número 1 é todo azul, com alguns detalhes em amarelo na lateral, e o escudo do lado esquerdo do peito. Já o uniforme número 2 é todo branco, com o mesmo desenho. O Escudo no lado esquerdo do peito, e os detalhes dessa vez em azul, formando a mesma linha lateral até a gola.

## Gigantes da Ilha
A Gigantes da Ilha foi fundada no início de 2006. Os torcedores que frequentavam o estádio municipal Antônio Fernandes resolveram se juntar em prol do time. No caso André dos Anjos, Bruno Collazo, Luiz e Whilliam Wilmsen junto também com Caíça, acabaram se juntando aos torcedores mais agitados do Antônio Fernandes, Mauro e Carlito.
Desde o início de 2006, a conexão entre time e torcida ficou clara, com a torcida sendo um dos maiores trunfos da equipe dentro de casa, e por vezes até fora. Mesmo em pequeno número a torcida é muito barulhenta, muitos jogadores adversários já se irritaram com a torcida do Guarujá, a ponto de mãe de jogador adversário pedir para que a torcida maneirasse um pouco. Fora de casa a torcida agita muito também.
Em 2006, ano do nascimento da torcida e também ano da melhor campanha do Guarujá na Série B, a torcida foi até Taboão da Serra assistir a classificação heroica para a segunda fase. Mesmo em minoria no estádio a Gigante cantava de modo que parecia ser maioria absoluta. O mesmo fato se repetiu no início de 2008 quando a torcida foi acompanhar a estreia em Taboão.
Não fosse só sua representatividade nos jogos do Guarujá, a torcida ficou famosa por pedir dinheiro a funcionários do clube para a compra de Cerveja e também por sua implicância com os "bandeirinhas" (árbitros-auxiliares) que só não é maior do que sua implicância com torcedores que vão ao estádio para ficar sentado, sem agitar para o ADG. Outro fato famoso na torcida do ADG são as "bombinhas" por vezes soltadas no estádio Antônio Fernandes. A pressão exercida pela Gigantes da Ilha é uma das mais poderosas armas da ADG, é certo que a "Gigantes" é um dos maiores orgulhos do clube.

## Basquete
No basquete disputa a Nossa Liga de Basquetebol.